# Voerså
Voerså er et lille fiskerleje i Vendsyssel med 506 indbyggere  (2024), beliggende ca. 14 km fra Sæby. Byen ligger i Region Nordjylland og hører til Frederikshavn Kommune. Navnet "Voerså" kommer af Voers Å der udmunder her.
I udkanten af byen ligger Danmarks længste mole. Stranden er om sommeren tilgængelig for badegæster.